# Lista över fornlämningar i Borgholms kommun (Runsten)
Lista över fornlämningar i Borgholms kommun (Runsten) är en förteckning av ett urval av de fornlämningar som finns i Runstens socken i Borgholms kommun.
| Namn                       | Lämningstyp                      | Tillkomsttid | Historisk indelning | Plats | Läge                 | ID-nr          | Bild                                      |
| -------------------------- | -------------------------------- | ------------ | ------------------- | ----- | -------------------- | -------------- | ----------------------------------------- |
| Katrör (Runsten 1:1)       | Röse                             |              | Runsten, Öland      |       | 56.711003, 16.622849 | 10086000010001 | Ladda upp en bild av detta fornminne      |
| Runsten 2:1                | Stensättning                     |              | Runsten, Öland      |       | 56.713047, 16.630863 | 10086000020001 | Ladda upp en bild av detta fornminne      |
| Runsten 2:2                | Stensättning                     |              | Runsten, Öland      |       | 56.713047, 16.630650 | 10086000020002 | Ladda upp en bild av detta fornminne      |
| Runsten 2:3                | Stensättning                     |              | Runsten, Öland      |       | 56.713002, 16.630520 | 10086000020003 | Ladda upp en bild av detta fornminne      |
| Runsten 3:1                | Stenkrets                        |              | Runsten, Öland      |       | 56.710871, 16.641445 | 10086000030001 | Ladda upp en bild av detta fornminne      |
| Runsten 5:1                | Husgrund, förhistorisk/medeltida |              | Runsten, Öland      |       | 56.717831, 16.652175 | 10086000050001 | Ladda upp en bild av detta fornminne      |
| Runsten 6:1                | Husgrund, förhistorisk/medeltida |              | Runsten, Öland      |       | 56.720547, 16.652175 | 10086000060001 | Ladda upp en bild av detta fornminne      |
| Runsten 6:2                | Husgrund, förhistorisk/medeltida |              | Runsten, Öland      |       | 56.719891, 16.651206 | 10086000060002 | Ladda upp en bild av detta fornminne      |
| Runsten 7:1                | Husgrund, förhistorisk/medeltida |              | Runsten, Öland      |       | 56.718802, 16.667328 | 10086000070001 | Ladda upp en bild av detta fornminne      |
| Runsten 9:1                | Stensättning                     |              | Runsten, Öland      |       | 56.726538, 16.646837 | 10086000090001 | Ladda upp en bild av detta fornminne      |
| Runsten 9:2                | Stensättning                     |              | Runsten, Öland      |       | 56.726666, 16.646812 | 10086000090002 | Ladda upp en bild av detta fornminne      |
| Runsten 12:1               | Gravfält                         |              | Runsten, Öland      |       | 56.724313, 16.660340 | 10086000120001 | Ladda upp en bild av detta fornminne      |
| Runsten 13:1               | Stensättning                     |              | Runsten, Öland      |       | 56.725426, 16.687953 | 10086000130001 | Ladda upp en bild av detta fornminne      |
| Runsten 14:1               | Husgrund, förhistorisk/medeltida |              | Runsten, Öland      |       | 56.723769, 16.695731 | 10086000140001 | Ladda upp en bild av detta fornminne      |
| Runsten 14:2               | Husgrund, förhistorisk/medeltida |              | Runsten, Öland      |       | 56.723864, 16.695598 | 10086000140002 | Ladda upp en bild av detta fornminne      |
| Runsten 14:3               | Stensättning                     |              | Runsten, Öland      |       | 56.723984, 16.695674 | 10086000140003 | Ladda upp en bild av detta fornminne      |
| Runsten 14:4               | Stensättning                     |              | Runsten, Öland      |       | 56.724064, 16.695392 | 10086000140004 | Ladda upp en bild av detta fornminne      |
| Runsten 14:5               | Stensättning                     |              | Runsten, Öland      |       | 56.724161, 16.695272 | 10086000140005 | Ladda upp en bild av detta fornminne      |
| Runsten 15:1               | Röse                             |              | Runsten, Öland      |       | 56.698204, 16.644316 | 10086000150001 | Ladda upp en bild av detta fornminne      |
| Runsten 16:1               | Röse                             |              | Runsten, Öland      |       | 56.697885, 16.645826 | 10086000160001 | Ladda upp en bild av detta fornminne      |
| Runsten 17:1               | Stensättning                     |              | Runsten, Öland      |       | 56.695391, 16.655583 | 10086000170001 | Ladda upp en bild av detta fornminne      |
| Runsten 17:2               | Stensättning                     |              | Runsten, Öland      |       | 56.695440, 16.655457 | 10086000170002 | Ladda upp en bild av detta fornminne      |
| Runsten 18:1               | Husgrund, förhistorisk/medeltida |              | Runsten, Öland      |       | 56.697877, 16.636136 | 10086000180001 | Ladda upp en bild av detta fornminne      |
| Runsten 18:2               | Husgrund, förhistorisk/medeltida |              | Runsten, Öland      |       | 56.697661, 16.636055 | 10086000180002 | Ladda upp en bild av detta fornminne      |
| Runsten 18:3               | Husgrund, förhistorisk/medeltida |              | Runsten, Öland      |       | 56.697870, 16.637090 | 10086000180003 | Ladda upp en bild av detta fornminne      |
| Runsten 18:4               | Husgrund, förhistorisk/medeltida |              | Runsten, Öland      |       | 56.698313, 16.635892 | 10086000180004 | Ladda upp en bild av detta fornminne      |
| Runsten 18:5               | Husgrund, förhistorisk/medeltida |              | Runsten, Öland      |       | 56.697906, 16.638372 | 10086000180005 | Ladda upp en bild av detta fornminne      |
| Runsten 18:6               | Stensättning                     |              | Runsten, Öland      |       | 56.698260, 16.634920 | 10086000180006 | Ladda upp en bild av detta fornminne      |
| Runsten 18:7               | Stensättning                     |              | Runsten, Öland      |       | 56.698321, 16.634403 | 10086000180007 | Ladda upp en bild av detta fornminne      |
| Runsten 18:8               | Stensättning                     |              | Runsten, Öland      |       | 56.698491, 16.633913 | 10086000180008 | Ladda upp en bild av detta fornminne      |
| Runsten 18:9               | Husgrund, förhistorisk/medeltida |              | Runsten, Öland      |       | 56.697859, 16.636630 | 10086000180009 | Ladda upp en bild av detta fornminne      |
| Runsten 19:1               | Husgrund, förhistorisk/medeltida |              | Runsten, Öland      |       | 56.694612, 16.641500 | 10086000190001 | Ladda upp en bild av detta fornminne      |
| Runsten 19:2               | Husgrund, förhistorisk/medeltida |              | Runsten, Öland      |       | 56.694801, 16.641776 | 10086000190002 | Ladda upp en bild av detta fornminne      |
| Runsten 19:3               | Husgrund, förhistorisk/medeltida |              | Runsten, Öland      |       | 56.695235, 16.642396 | 10086000190003 | Ladda upp en bild av detta fornminne      |
| Runsten 19:4               | Husgrund, förhistorisk/medeltida |              | Runsten, Öland      |       | 56.695943, 16.642204 | 10086000190004 | Ladda upp en bild av detta fornminne      |
| Runsten 19:5               | Husgrund, förhistorisk/medeltida |              | Runsten, Öland      |       | 56.695804, 16.641888 | 10086000190005 | Ladda upp en bild av detta fornminne      |
| Runsten 20:1               | Husgrund, förhistorisk/medeltida |              | Runsten, Öland      |       | 56.704340, 16.636587 | 10086000200001 | Ladda upp en bild av detta fornminne      |
| Runsten 20:2               | Husgrund, förhistorisk/medeltida |              | Runsten, Öland      |       | 56.704173, 16.636553 | 10086000200002 | Ladda upp en bild av detta fornminne      |
| Runsten 20:3               | Husgrund, förhistorisk/medeltida |              | Runsten, Öland      |       | 56.704220, 16.636688 | 10086000200003 | Ladda upp en bild av detta fornminne      |
| Runsten 20:4               | Husgrund, förhistorisk/medeltida |              | Runsten, Öland      |       | 56.703285, 16.637163 | 10086000200004 | Ladda upp en bild av detta fornminne      |
| Runsten 20:5               | Husgrund, förhistorisk/medeltida |              | Runsten, Öland      |       | 56.703163, 16.637207 | 10086000200005 | Ladda upp en bild av detta fornminne      |
| Runsten 20:6               | Husgrund, förhistorisk/medeltida |              | Runsten, Öland      |       | 56.703050, 16.637287 | 10086000200006 | Ladda upp en bild av detta fornminne      |
| Runsten 20:7               | Husgrund, förhistorisk/medeltida |              | Runsten, Öland      |       | 56.702878, 16.637342 | 10086000200007 | Ladda upp en bild av detta fornminne      |
| Runsten 20:8               | Husgrund, förhistorisk/medeltida |              | Runsten, Öland      |       | 56.702685, 16.637333 | 10086000200008 | Ladda upp en bild av detta fornminne      |
| Runsten 20:9               | Husgrund, förhistorisk/medeltida |              | Runsten, Öland      |       | 56.702475, 16.637420 | 10086000200009 | Ladda upp en bild av detta fornminne      |
| Runsten 20:10              | Husgrund, förhistorisk/medeltida |              | Runsten, Öland      |       | 56.702337, 16.637528 | 10086000200010 | Ladda upp en bild av detta fornminne      |
| Runsten 20:11              | Husgrund, förhistorisk/medeltida |              | Runsten, Öland      |       | 56.702515, 16.637754 | 10086000200011 | Ladda upp en bild av detta fornminne      |
| Runsten 20:12              | Husgrund, förhistorisk/medeltida |              | Runsten, Öland      |       | 56.702451, 16.637142 | 10086000200012 | Ladda upp en bild av detta fornminne      |
| Runsten 20:13              | Stensättning                     |              | Runsten, Öland      |       | 56.702299, 16.637441 | 10086000200013 | Ladda upp en bild av detta fornminne      |
| Runsten 20:14              | Röse                             |              | Runsten, Öland      |       | 56.703326, 16.637617 | 10086000200014 | Ladda upp en bild av detta fornminne      |
| Runsten 20:15              | Stensättning                     |              | Runsten, Öland      |       | 56.703345, 16.637471 | 10086000200015 | Ladda upp en bild av detta fornminne      |
| Runsten 20:16              | Stensättning                     |              | Runsten, Öland      |       | 56.703145, 16.637890 | 10086000200016 | Ladda upp en bild av detta fornminne      |
| Runsten 20:17              | Stensättning                     |              | Runsten, Öland      |       | 56.703434, 16.637421 | 10086000200017 | Ladda upp en bild av detta fornminne      |
| Runsten 20:18              | Grav markerad av sten/block      |              | Runsten, Öland      |       | 56.703343, 16.637587 | 10086000200018 | Ladda upp en bild av detta fornminne      |
| Runsten 20:19              | Grav markerad av sten/block      |              | Runsten, Öland      |       | 56.703388, 16.637541 | 10086000200019 | Ladda upp en bild av detta fornminne      |
| Runsten 20:20              | Grav markerad av sten/block      |              | Runsten, Öland      |       | 56.703378, 16.637635 | 10086000200020 | Ladda upp en bild av detta fornminne      |
| Runsten 20:21              | Stensättning                     |              | Runsten, Öland      |       | 56.704239, 16.636215 | 10086000200021 | Ladda upp en bild av detta fornminne      |
| Runsten 20:22              | Stenkrets                        |              | Runsten, Öland      |       | 56.704386, 16.636197 | 10086000200022 | Ladda upp en bild av detta fornminne      |
| Runsten 20:23              | Stenkrets                        |              | Runsten, Öland      |       | 56.704113, 16.636243 | 10086000200023 | Ladda upp en bild av detta fornminne      |
| Runsten 20:24              | Grav markerad av sten/block      |              | Runsten, Öland      |       | 56.702621, 16.637297 | 10086000200024 | Ladda upp en bild av detta fornminne      |
| Runsten 20:25              | Grav markerad av sten/block      |              | Runsten, Öland      |       | 56.702584, 16.637264 | 10086000200025 | Ladda upp en bild av detta fornminne      |
| Runsten 20:26              | Grav markerad av sten/block      |              | Runsten, Öland      |       | 56.702547, 16.637257 | 10086000200026 | Ladda upp en bild av detta fornminne      |
| Runsten 20:27              | Grav markerad av sten/block      |              | Runsten, Öland      |       | 56.702560, 16.637190 | 10086000200027 | Ladda upp en bild av detta fornminne      |
| Runsten 20:28              | Grav markerad av sten/block      |              | Runsten, Öland      |       | 56.702608, 16.637202 | 10086000200028 | Ladda upp en bild av detta fornminne      |
| Runsten 20:29              | Grav markerad av sten/block      |              | Runsten, Öland      |       | 56.702645, 16.637210 | 10086000200029 | Ladda upp en bild av detta fornminne      |
| Runsten 20:30              | Stensättning                     |              | Runsten, Öland      |       | 56.704450, 16.636234 | 10086000200030 | Ladda upp en bild av detta fornminne      |
| Runsten 20:31              | Stensättning                     |              | Runsten, Öland      |       | 56.704482, 16.636235 | 10086000200031 | Ladda upp en bild av detta fornminne      |
| Runsten 21:1               | Grav markerad av sten/block      |              | Runsten, Öland      |       | 56.694682, 16.695360 | 10086000210001 | Ladda upp en bild av detta fornminne      |
| Runsten 21:2               | Stensättning                     |              | Runsten, Öland      |       | 56.694904, 16.695443 | 10086000210002 | Ladda upp en bild av detta fornminne      |
| Runsten 21:3               | Grav markerad av sten/block      |              | Runsten, Öland      |       | 56.694974, 16.695534 | 10086000210003 | Ladda upp en bild av detta fornminne      |
| Runsten 25:1               | Runristning                      |              | Runsten, Öland      |       | 56.699236, 16.699896 | 10086000250001 | Ladda upp en bild av detta fornminne      |
| Runsten 27:1               | Runristning                      |              | Runsten, Öland      |       | 56.710909, 16.705342 | 10086000270001 | Ladda upp en till bild av detta fornminne |
| 1) Kråkrör (Runsten 28:1)  | Stensättning                     |              | Runsten, Öland      |       | 56.695882, 16.633074 | 10086000280001 | Ladda upp en bild av detta fornminne      |
| 1) Kråkrör (Runsten 28:2)  | Stenkrets                        |              | Runsten, Öland      |       | 56.695595, 16.633372 | 10086000280002 | Ladda upp en bild av detta fornminne      |
| Runsten 30:1               | Runristning                      |              | Runsten, Öland      |       | 56.720760, 16.712223 | 10086000300001 | Ladda upp en till bild av detta fornminne |
| Runsten 31:1               | Stensättning                     |              | Runsten, Öland      |       | 56.720362, 16.711303 | 10086000310001 | Ladda upp en bild av detta fornminne      |
| Runsten 32:1               | Stensättning                     |              | Runsten, Öland      |       | 56.719148, 16.710255 | 10086000320001 | Ladda upp en bild av detta fornminne      |
| Runsten 32:2               | Stensättning                     |              | Runsten, Öland      |       | 56.719050, 16.710155 | 10086000320002 | Ladda upp en bild av detta fornminne      |
| Runsten 32:3               | Stensättning                     |              | Runsten, Öland      |       | 56.719264, 16.710340 | 10086000320003 | Ladda upp en bild av detta fornminne      |
| Runsten 32:4               | Stensättning                     |              | Runsten, Öland      |       | 56.719416, 16.710490 | 10086000320004 | Ladda upp en bild av detta fornminne      |
| Öl 37 (Runsten 33:1)       | Runristning                      |              | Runsten, Öland      |       | 56.718605, 16.709374 | 10086000330001 | Ladda upp en till bild av detta fornminne |
| Runsten 34:1               | Grav markerad av sten/block      |              | Runsten, Öland      |       | 56.714436, 16.707014 | 10086000340001 | Ladda upp en bild av detta fornminne      |
| Runsten 34:2               | Grav markerad av sten/block      |              | Runsten, Öland      |       | 56.714594, 16.707097 | 10086000340002 | Ladda upp en bild av detta fornminne      |
| Runsten 34:3               | Grav markerad av sten/block      |              | Runsten, Öland      |       | 56.714566, 16.707154 | 10086000340003 | Ladda upp en bild av detta fornminne      |
| Runsten 35:1               | Grav markerad av sten/block      |              | Runsten, Öland      |       | 56.714110, 16.707277 | 10086000350001 | Ladda upp en bild av detta fornminne      |
| Runsten 36:1               | Stensättning                     |              | Runsten, Öland      |       | 56.694503, 16.694924 | 10086000360001 | Ladda upp en bild av detta fornminne      |
| Runsten 37:1               | Gravfält                         |              | Runsten, Öland      |       | 56.686990, 16.691393 | 10086000370001 | Ladda upp en bild av detta fornminne      |
| Runsten 54:1               | Gravfält                         |              | Runsten, Öland      |       | 56.682610, 16.690217 | 10086000540001 | Ladda upp en bild av detta fornminne      |
| Runsten 55:1               | Gravfält                         |              | Runsten, Öland      |       | 56.681052, 16.689007 | 10086000550001 | Ladda upp en bild av detta fornminne      |
| Runsten 56:1               | Hög                              |              | Runsten, Öland      |       | 56.674108, 16.685551 | 10086000560001 | Ladda upp en bild av detta fornminne      |
| Runsten 56:2               | Stensättning                     |              | Runsten, Öland      |       | 56.673919, 16.685530 | 10086000560002 | Ladda upp en bild av detta fornminne      |
| Runsten 56:3               | Stensättning                     |              | Runsten, Öland      |       | 56.673606, 16.685409 | 10086000560003 | Ladda upp en bild av detta fornminne      |
| Runsten 57:1               | Stensättning                     |              | Runsten, Öland      |       | 56.672096, 16.684021 | 10086000570001 | Ladda upp en bild av detta fornminne      |
| Runsten 58:1               | Gravfält                         |              | Runsten, Öland      |       | 56.669854, 16.682679 | 10086000580001 | Ladda upp en bild av detta fornminne      |
| Runsten 59:1               | Hög                              |              | Runsten, Öland      |       | 56.668576, 16.682262 | 10086000590001 | Ladda upp en bild av detta fornminne      |
| Runsten 60:1               | Stensättning                     |              | Runsten, Öland      |       | 56.671399, 16.645367 | 10086000600001 | Ladda upp en bild av detta fornminne      |
| Runsten 61:1               | Stensättning                     |              | Runsten, Öland      |       | 56.670839, 16.646780 | 10086000610001 | Ladda upp en bild av detta fornminne      |
| Runsten 61:2               | Grav markerad av sten/block      |              | Runsten, Öland      |       | 56.670876, 16.646815 | 10086000610002 | Ladda upp en bild av detta fornminne      |
| Runsten 62:1               | Stensättning                     |              | Runsten, Öland      |       | 56.671485, 16.646518 | 10086000620001 | Ladda upp en bild av detta fornminne      |
| Runsten 63:1               | Gravfält                         |              | Runsten, Öland      |       | 56.672512, 16.644178 | 10086000630001 | Ladda upp en bild av detta fornminne      |
| Runsten 64:2               | Stensättning                     |              | Runsten, Öland      |       | 56.675664, 16.636361 | 10086000640002 | Ladda upp en bild av detta fornminne      |
| Runsten 65:1               | Stensättning                     |              | Runsten, Öland      |       | 56.675583, 16.627892 | 10086000650001 | Ladda upp en bild av detta fornminne      |
| Kistkullen (Runsten 66:1)  | Stensättning                     |              | Runsten, Öland      |       | 56.682040, 16.610495 | 10086000660001 | Ladda upp en bild av detta fornminne      |
| Alvers grav (Runsten 67:1) | Röse                             |              | Runsten, Öland      |       | 56.687869, 16.614843 | 10086000670001 | Ladda upp en bild av detta fornminne      |
| Runsten 68:1               | Stensättning                     |              | Runsten, Öland      |       | 56.678301, 16.631295 | 10086000680001 | Ladda upp en bild av detta fornminne      |
| Runsten 68:2               | Stenkrets                        |              | Runsten, Öland      |       | 56.678165, 16.631586 | 10086000680002 | Ladda upp en bild av detta fornminne      |
| Runsten 69:1               | Stensättning                     |              | Runsten, Öland      |       | 56.675014, 16.629382 | 10086000690001 | Ladda upp en bild av detta fornminne      |
| Runsten 70:1               | Husgrund, förhistorisk/medeltida |              | Runsten, Öland      |       | 56.708266, 16.668685 | 10086000700001 | Ladda upp en bild av detta fornminne      |
| Runsten 70:2               | Husgrund, förhistorisk/medeltida |              | Runsten, Öland      |       | 56.708137, 16.669053 | 10086000700002 | Ladda upp en bild av detta fornminne      |
| Runsten 71:1               | Gravfält                         |              | Runsten, Öland      |       | 56.707462, 16.669309 | 10086000710001 | Ladda upp en bild av detta fornminne      |
| Runsten 73:1               | Stensättning                     |              | Runsten, Öland      |       | 56.707520, 16.670625 | 10086000730001 | Ladda upp en bild av detta fornminne      |
| Runsten 74:1               | Stridsvärn                       |              | Runsten, Öland      |       | 56.691651, 16.736408 | 10086000740001 | Ladda upp en bild av detta fornminne      |
| Runsten 75:1               | Stensättning                     |              | Runsten, Öland      |       | 56.693041, 16.727293 | 10086000750001 | Ladda upp en bild av detta fornminne      |
| Runsten 76:1               | Stensättning                     |              | Runsten, Öland      |       | 56.696316, 16.725997 | 10086000760001 | Ladda upp en bild av detta fornminne      |
| Runsten 77:1               | Stensättning                     |              | Runsten, Öland      |       | 56.695719, 16.726523 | 10086000770001 | Ladda upp en bild av detta fornminne      |
| Runsten 77:2               | Stensättning                     |              | Runsten, Öland      |       | 56.695903, 16.726493 | 10086000770002 | Ladda upp en bild av detta fornminne      |
| Runsten 78:1               | Stensättning                     |              | Runsten, Öland      |       | 56.681398, 16.727913 | 10086000780001 | Ladda upp en bild av detta fornminne      |
| Runsten 79:1               | Husgrund, förhistorisk/medeltida |              | Runsten, Öland      |       | 56.679649, 16.714105 | 10086000790001 | Ladda upp en bild av detta fornminne      |
| Runsten 80:1               | Stensättning                     |              | Runsten, Öland      |       | 56.676515, 16.708181 | 10086000800001 | Ladda upp en bild av detta fornminne      |
| Runsten 80:2               | Stensättning                     |              | Runsten, Öland      |       | 56.676652, 16.707940 | 10086000800002 | Ladda upp en bild av detta fornminne      |
| Runsten 81:1               | Stenkrets                        |              | Runsten, Öland      |       | 56.695216, 16.636646 | 10086000810001 | Ladda upp en bild av detta fornminne      |
| Runsten 83:1               | Husgrund, förhistorisk/medeltida |              | Runsten, Öland      |       | 56.700827, 16.648894 | 10086000830001 | Ladda upp en bild av detta fornminne      |
| Runsten 83:2               | Husgrund, förhistorisk/medeltida |              | Runsten, Öland      |       | 56.700485, 16.649087 | 10086000830002 | Ladda upp en bild av detta fornminne      |
| Runsten 83:3               | Husgrund, förhistorisk/medeltida |              | Runsten, Öland      |       | 56.700321, 16.649124 | 10086000830003 | Ladda upp en bild av detta fornminne      |
| Runsten 83:4               | Husgrund, förhistorisk/medeltida |              | Runsten, Öland      |       | 56.700150, 16.648943 | 10086000830004 | Ladda upp en bild av detta fornminne      |
| Runsten 83:5               | Husgrund, förhistorisk/medeltida |              | Runsten, Öland      |       | 56.699740, 16.649075 | 10086000830005 | Ladda upp en bild av detta fornminne      |
| Runsten 83:6               | Husgrund, förhistorisk/medeltida |              | Runsten, Öland      |       | 56.699848, 16.649002 | 10086000830006 | Ladda upp en bild av detta fornminne      |
| Runsten 83:7               | Husgrund, förhistorisk/medeltida |              | Runsten, Öland      |       | 56.700164, 16.647570 | 10086000830007 | Ladda upp en bild av detta fornminne      |
| Runsten 83:8               | Gravfält                         |              | Runsten, Öland      |       | 56.700074, 16.648150 | 10086000830008 | Ladda upp en bild av detta fornminne      |
| Runsten 84:1               | Husgrund, förhistorisk/medeltida |              | Runsten, Öland      |       | 56.691470, 16.656520 | 10086000840001 | Ladda upp en bild av detta fornminne      |
| Runsten 87:1               | Stensättning                     |              | Runsten, Öland      |       | 56.692907, 16.694367 | 10086000870001 | Ladda upp en bild av detta fornminne      |
| Runsten 88:1               | Gravfält                         |              | Runsten, Öland      |       | 56.681704, 16.689741 | 10086000880001 | Ladda upp en bild av detta fornminne      |
| Runsten 89:1               | Stensättning                     |              | Runsten, Öland      |       | 56.681137, 16.720407 | 10086000890001 | Ladda upp en bild av detta fornminne      |
| Runsten 102:1              | Stensättning                     |              | Runsten, Öland      |       | 56.713029, 16.632830 | 10086001020001 | Ladda upp en bild av detta fornminne      |
| Runsten 105:1              | Stensättning                     |              | Runsten, Öland      |       | 56.695819, 16.720189 | 10086001050001 | Ladda upp en bild av detta fornminne      |
| Runsten 106:1              | Stenkrets                        |              | Runsten, Öland      |       | 56.713064, 16.641057 | 10086001060001 | Ladda upp en bild av detta fornminne      |
| Runsten 106:2              | Stensättning                     |              | Runsten, Öland      |       | 56.713127, 16.640829 | 10086001060002 | Ladda upp en bild av detta fornminne      |
| Runsten 106:3              | Stensättning                     |              | Runsten, Öland      |       | 56.713271, 16.640944 | 10086001060003 | Ladda upp en bild av detta fornminne      |
| Runsten 107:1              | Röse                             |              | Runsten, Öland      |       | 56.718230, 16.656540 | 10086001070001 | Ladda upp en bild av detta fornminne      |
| Runsten 107:2              | Stensättning                     |              | Runsten, Öland      |       | 56.718086, 16.656335 | 10086001070002 | Ladda upp en bild av detta fornminne      |
| Runsten 107:3              | Stensättning                     |              | Runsten, Öland      |       | 56.718329, 16.656361 | 10086001070003 | Ladda upp en bild av detta fornminne      |
| Runsten 107:4              | Stensättning                     |              | Runsten, Öland      |       | 56.718412, 16.656171 | 10086001070004 | Ladda upp en bild av detta fornminne      |
| Runsten 108:1              | Husgrund, förhistorisk/medeltida |              | Runsten, Öland      |       | 56.716989, 16.656775 | 10086001080001 | Ladda upp en bild av detta fornminne      |
| Runsten 108:2              | Husgrund, förhistorisk/medeltida |              | Runsten, Öland      |       | 56.717055, 16.657206 | 10086001080002 | Ladda upp en bild av detta fornminne      |
| Runsten 110:1              | Stensättning                     |              | Runsten, Öland      |       | 56.692459, 16.729035 | 10086001100001 | Ladda upp en bild av detta fornminne      |
| Runsten 110:2              | Stensättning                     |              | Runsten, Öland      |       | 56.692713, 16.728493 | 10086001100002 | Ladda upp en bild av detta fornminne      |
| Runsten 112:1              | Husgrund, förhistorisk/medeltida |              | Runsten, Öland      |       | 56.693818, 16.719470 | 10086001120001 | Ladda upp en bild av detta fornminne      |
| Runsten 113:1              | Röse                             |              | Runsten, Öland      |       | 56.721491, 16.657192 | 10086001130001 | Ladda upp en bild av detta fornminne      |
| Runsten 114:1              | Husgrund, förhistorisk/medeltida |              | Runsten, Öland      |       | 56.690035, 16.717406 | 10086001140001 | Ladda upp en bild av detta fornminne      |
| Runsten 114:2              | Husgrund, förhistorisk/medeltida |              | Runsten, Öland      |       | 56.689852, 16.717602 | 10086001140002 | Ladda upp en bild av detta fornminne      |
| Runsten 114:3              | Husgrund, förhistorisk/medeltida |              | Runsten, Öland      |       | 56.689889, 16.717097 | 10086001140003 | Ladda upp en bild av detta fornminne      |
| Runsten 115:1              | Husgrund, förhistorisk/medeltida |              | Runsten, Öland      |       | 56.690335, 16.714956 | 10086001150001 | Ladda upp en bild av detta fornminne      |
| Runsten 115:2              | Husgrund, förhistorisk/medeltida |              | Runsten, Öland      |       | 56.690190, 16.715085 | 10086001150002 | Ladda upp en bild av detta fornminne      |
| Runsten 116:1              | Stensättning                     |              | Runsten, Öland      |       | 56.709625, 16.734908 | 10086001160001 | Ladda upp en bild av detta fornminne      |
| Runsten 116:2              | Stensättning                     |              | Runsten, Öland      |       | 56.709530, 16.734772 | 10086001160002 | Ladda upp en bild av detta fornminne      |
| Runsten 116:3              | Stensättning                     |              | Runsten, Öland      |       | 56.709350, 16.734618 | 10086001160003 | Ladda upp en bild av detta fornminne      |
| Runsten 122:1              | Stensättning                     |              | Runsten, Öland      |       | 56.698841, 16.665226 | 10086001220001 | Ladda upp en bild av detta fornminne      |
| Runsten 124:1              | Husgrund, förhistorisk/medeltida |              | Runsten, Öland      |       | 56.723734, 16.698492 | 10086001240001 | Ladda upp en bild av detta fornminne      |
| Runsten 128:1              | Stensättning                     |              | Runsten, Öland      |       | 56.705813, 16.690759 | 10086001280001 | Ladda upp en bild av detta fornminne      |
| Runsten 135:1              | Hällristning                     |              | Runsten, Öland      |       | 56.718602, 16.735021 | 10086001350001 | Ladda upp en bild av detta fornminne      |
| Runsten 136:1              | Stensättning                     |              | Runsten, Öland      |       | 56.675305, 16.630432 | 10086001360001 | Ladda upp en bild av detta fornminne      |
| Runsten 140:1              | Stensättning                     |              | Runsten, Öland      |       | 56.687125, 16.623317 | 10086001400001 | Ladda upp en bild av detta fornminne      |
| Runsten 140:2              | Stensättning                     |              | Runsten, Öland      |       | 56.687007, 16.623272 | 10086001400002 | Ladda upp en bild av detta fornminne      |
| Runsten 141:1              | Stensättning                     |              | Runsten, Öland      |       | 56.681816, 16.626655 | 10086001410001 | Ladda upp en bild av detta fornminne      |
| Runsten 142:1              | Stensättning                     |              | Runsten, Öland      |       | 56.670590, 16.650180 | 10086001420001 | Ladda upp en bild av detta fornminne      |
| Runsten 145:1              | Stensättning                     |              | Runsten, Öland      |       | 56.670141, 16.646909 | 10086001450001 | Ladda upp en bild av detta fornminne      |
| Runsten 145:2              | Stensättning                     |              | Runsten, Öland      |       | 56.670003, 16.647363 | 10086001450002 | Ladda upp en bild av detta fornminne      |
| Runsten 146:1              | Stensättning                     |              | Runsten, Öland      |       | 56.675561, 16.647476 | 10086001460001 | Ladda upp en bild av detta fornminne      |
| Runsten 147:1              | Stensättning                     |              | Runsten, Öland      |       | 56.680133, 16.647385 | 10086001470001 | Ladda upp en bild av detta fornminne      |
| Runsten 148:1              | Husgrund, förhistorisk/medeltida |              | Runsten, Öland      |       | 56.701136, 16.639472 | 10086001480001 | Ladda upp en bild av detta fornminne      |
| Runsten 157:1              | Gravfält                         |              | Runsten, Öland      |       | 56.673586, 16.683791 | 10086001570001 | Ladda upp en bild av detta fornminne      |
| Runsten 159:1              | Grav markerad av sten/block      |              | Runsten, Öland      |       | 56.685032, 16.693430 | 10086001590001 | Ladda upp en bild av detta fornminne      |
| Runsten 159:2              | Grav markerad av sten/block      |              | Runsten, Öland      |       | 56.685090, 16.693537 | 10086001590002 | Ladda upp en bild av detta fornminne      |
| Runsten 160:1              | Kyrka/kapell                     |              | Runsten, Öland      |       | 56.711620, 16.703675 | 10086001600001 | Ladda upp en bild av detta fornminne      |
| Runsten 177:1              | Stensättning                     |              | Runsten, Öland      |       | 56.686912, 16.710120 | 10086001770001 | Ladda upp en bild av detta fornminne      |
| Runsten 178:1              | Husgrund, förhistorisk/medeltida |              | Runsten, Öland      |       | 56.685670, 16.716143 | 10086001780001 | Ladda upp en bild av detta fornminne      |
| Runsten 180:1              | Husgrund, förhistorisk/medeltida |              | Runsten, Öland      |       | 56.683749, 16.718471 | 10086001800001 | Ladda upp en bild av detta fornminne      |
| Runsten 180:2              | Husgrund, förhistorisk/medeltida |              | Runsten, Öland      |       | 56.683768, 16.718325 | 10086001800002 | Ladda upp en bild av detta fornminne      |
| Runsten 185:1              | Husgrund, förhistorisk/medeltida |              | Runsten, Öland      |       | 56.679283, 16.670568 | 10086001850001 | Ladda upp en bild av detta fornminne      |
| Runsten 188:1              | Husgrund, förhistorisk/medeltida |              | Runsten, Öland      |       | 56.673309, 16.710845 | 10086001880001 | Ladda upp en bild av detta fornminne      |
| Runsten 189:1              | Stensättning                     |              | Runsten, Öland      |       | 56.684696, 16.721390 | 10086001890001 | Ladda upp en bild av detta fornminne      |
| Runsten 189:2              | Stensättning                     |              | Runsten, Öland      |       | 56.684758, 16.721264 | 10086001890002 | Ladda upp en bild av detta fornminne      |
| Runsten 191:1              | Stensättning                     |              | Runsten, Öland      |       | 56.672353, 16.717633 | 10086001910001 | Ladda upp en bild av detta fornminne      |
| Runsten 192:1              | Stensättning                     |              | Runsten, Öland      |       | 56.674134, 16.716269 | 10086001920001 | Ladda upp en bild av detta fornminne      |
| Runsten 193:1              | Husgrund, förhistorisk/medeltida |              | Runsten, Öland      |       | 56.674521, 16.715029 | 10086001930001 | Ladda upp en bild av detta fornminne      |
| Runsten 195:1              | Husgrund, förhistorisk/medeltida |              | Runsten, Öland      |       | 56.679914, 16.711639 | 10086001950001 | Ladda upp en bild av detta fornminne      |
| Runsten 197:1              | Stensättning                     |              | Runsten, Öland      |       | 56.725240, 16.709229 | 10086001970001 | Ladda upp en bild av detta fornminne      |
| Runsten 198:1              | Grav- och boplatsområde          |              | Runsten, Öland      |       | 56.680333, 16.688689 | 10086001980001 | Ladda upp en bild av detta fornminne      |
| Runsten 200:1              | Husgrund, förhistorisk/medeltida |              | Runsten, Öland      |       | 56.725179, 16.649845 | 10086002000001 | Ladda upp en bild av detta fornminne      |
| Runsten 201:1              | Husgrund, förhistorisk/medeltida |              | Runsten, Öland      |       | 56.725153, 16.651400 | 10086002010001 | Ladda upp en bild av detta fornminne      |
| Runsten 201:2              | Stensättning                     |              | Runsten, Öland      |       | 56.725133, 16.651365 | 10086002010002 | Ladda upp en bild av detta fornminne      |
| Runsten 202:1              | Husgrund, förhistorisk/medeltida |              | Runsten, Öland      |       | 56.724381, 16.652573 | 10086002020001 | Ladda upp en bild av detta fornminne      |
| Runsten 203:1              | Husgrund, förhistorisk/medeltida |              | Runsten, Öland      |       | 56.724809, 16.654436 | 10086002030001 | Ladda upp en bild av detta fornminne      |
| Runsten 203:2              | Stensättning                     |              | Runsten, Öland      |       | 56.724957, 16.654299 | 10086002030002 | Ladda upp en bild av detta fornminne      |
| Runsten 203:3              | Stensättning                     |              | Runsten, Öland      |       | 56.724524, 16.653813 | 10086002030003 | Ladda upp en bild av detta fornminne      |
| Runsten 203:4              | Stensättning                     |              | Runsten, Öland      |       | 56.724454, 16.654105 | 10086002030004 | Ladda upp en bild av detta fornminne      |
| Runsten 240:1              | Husgrund, förhistorisk/medeltida |              | Runsten, Öland      |       | 56.685162, 16.611635 | 10086002400001 | Ladda upp en bild av detta fornminne      |